# Herbert Dimmel
Herbert Dimmel (* 31. August 1894 in Ried im Innkreis; † 21. Oktober 1980 in Linz) war ein österreichischer Maler und Kunstpädagoge, der in Österreich während der Zeit des Nationalsozialismus Karriere machte und nach dem Zweiten Weltkrieg Direktor der Kunstschule der Stadt Linz wurde.

## Leben und Wirken
Er besuchte in Ried im Innkreis das Gymnasium, war Soldat im Ersten Weltkrieg und befand sich sechs Jahre in Kriegsgefangenschaft in Sibirien.
Von 1921 bis 1928 studierte er an der Akademie der bildenden Künste Wien bei Ferdinand Andri, war anschließend Assistent für Freskomalerei. Er war Mitglied der Künstlervereinigung MAERZ und ab 1930 Mitglied des Wiener Künstlerhauses.
Nach dem Anschluss Österreichs beantragte Demmel am 30. Mai 1938 die Aufnahme in die NSDAP und wurde rückwirkend zum 1. Mai desselben Jahres aufgenommen (Mitgliedsnummer 6.119.465). Er wurde zunächst Leiter der Meisterklasse an der Akademie der bildenden Künste, ab 1940 bis 1945 ordentlicher Professor. Nach Kriegsende wurde er des Amtes enthoben.
Von 1947 bis 1972 war Dimmel Leiter der Meisterschule in der neu gegründeten Kunstschule der Stadt Linz und war von 1949 bis 1959 deren Direktor.
Sein Sohn ist der Bildhauer und Gehörlosen-Funktionär Peter Dimmel.

## Werke (Auswahl)

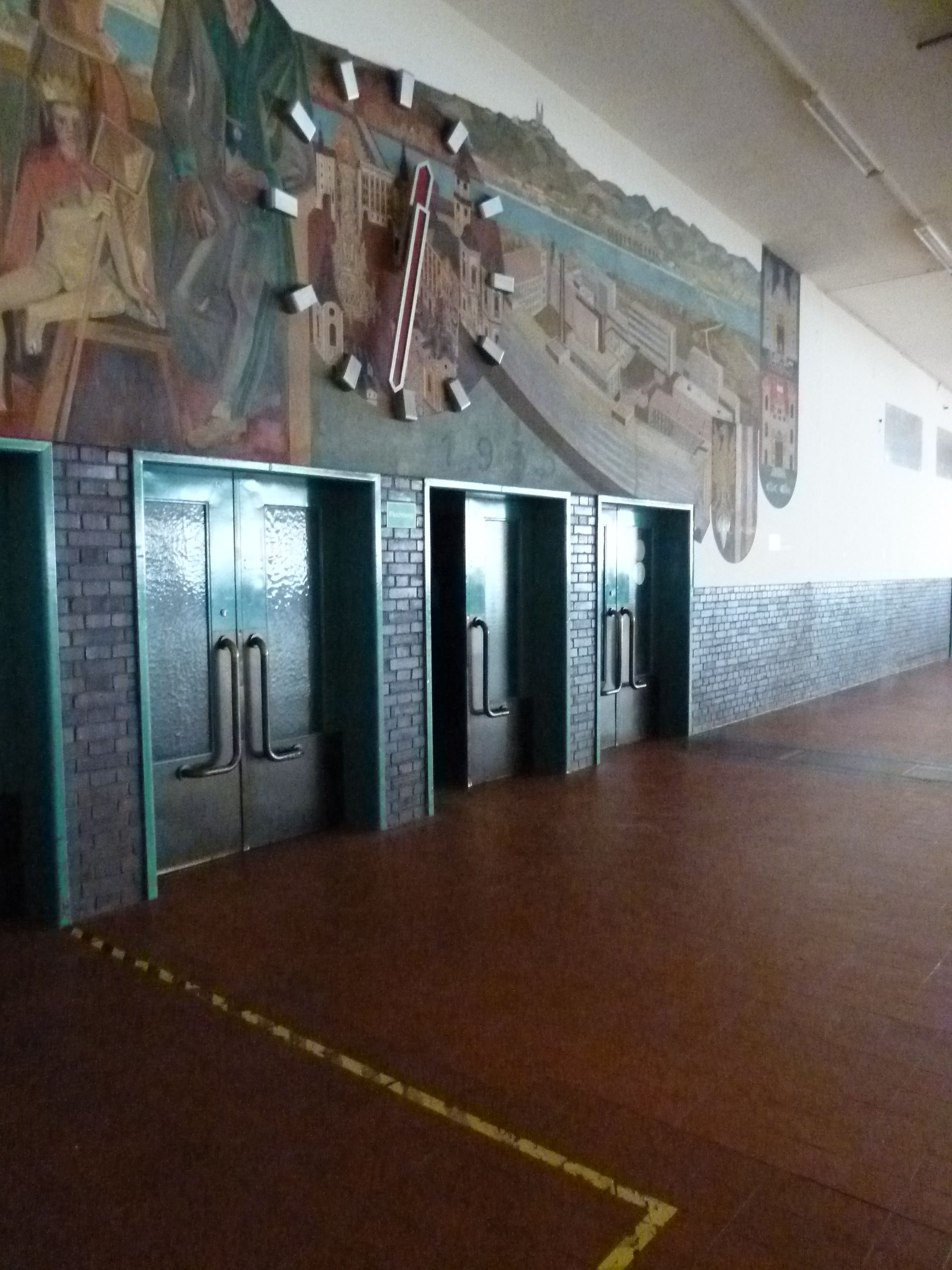
Wandgemälde mit Uhr in der Lösehalle des Zigarettenfabrikationsgebäudes der Tabakfabrik Linz

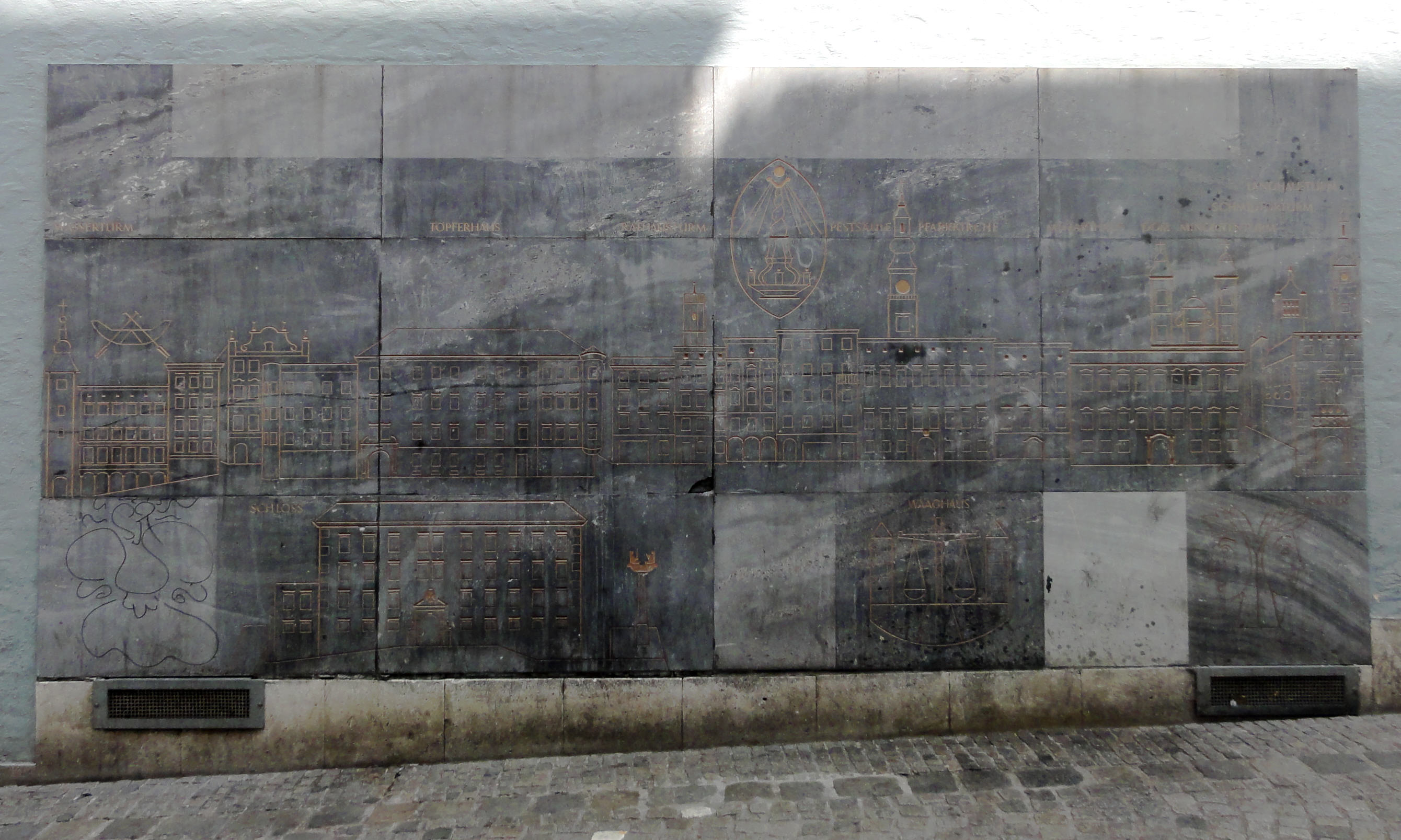
SteinschnittreliefAltstadt, gemeinsam mit Peter Dimmel (1962)

- Steinschnitt am Heldendenkmal in Wien
- Wandbild Trachtenpaar, Tabakfabrik (1935)
- Glasfenster Pfarrkirche Mauer bei Wien
- Aus der Welt des Kindes und Pelikan (glasierte Kacheln)
- Hauszeichen Stieglbauernstraße 19 bis 23 (1955)
- Mosaiken Dorfhalleschule und Kinderkrankenhaus (1956)
- Wappen Thun, Mozarthaus Altstadt 17 (1957 bereits übermalt)
- Steinschnittrelief Altstadt (mit Peter Dimmel), Altstadt 1 (1962)
- Fassadengestaltung Alter Markt (Hofgasse 11/13) aus den Jahren 1960/61

## Ausstellungen
- Ausstellung Herbert Dimmel, Galerie Seidler Linz, (Oktober 2007)
- Frühjahrsausstellung des Wiener Künstlerhauses einschließlich Herausgabe eines Katalogs (1960)[4]
- Kunstwerke aus dem Familienbesitz, Sonderausstellung zu Ehren von Herbert Dimmel im Hirschbacher Bauernmöbelmuseum Edlmühle (2012)[5]
- Herbert Dimmel 1894–1980, Ausstellung in der Allgemeinen Sparkasse Oberösterreich in Linz im November 1998.
- Ausstellung zum 85. Geburtstag im Brucknerhaus Linz sowie im Museum Innviertler Volkskundehaus der Stadt Ried, durchgeführt 1979 von der Innviertler Künstlergilde und dem Stadtmuseum Linz mit einem Katalog des Stadtmuseums Linz
- Herbert Dimmel – Zeichnungen 1969 bis 1974, Zum 80. Geburtstag des Künstlers, durchgeführt von der Neuen Galerie der Stadt Linz und dem Wolfgang-Gurlitt-Museum, 1974.

## Auszeichnungen
- 1930: Staatlicher Ehrenpreis
- 1936: Große Ehrenmedaille und Grandprix in Paris
- 1960: Preis des Unterrichtsministeriums
- 1964: Würdigungspreis der Stadt Linz
- 1964: Goldener Lorbeer des Künstlerhauses Wien
- 1969: Ehrenring der Stadt Ried im Innkreis
- 1973: Adalbert-Stifter-Preis des Landes Oberösterreich
- 1975: Goldenes Ehrenzeichen für Verdienste um die Republik Österreich